# Bazus-Neste
Bazus-Neste es una comuna francesa situada en el departamento de Altos Pirineos, en la región de Occitania.

## Demografía
| 73 | 56 | 64 | 46 | 53 | 45 | 42 | 59 |
| Para los censos de 1962 a 1999 la población legal corresponde a la población sin duplicidades (Fuente: INSEE [Consultar]) |    |    |    |    |    |    |    |